# Ordu
Ordu este un oraș din Turcia.